# Sinagoga Beth Israel (Canadá)
La Sinagoga Beth Israel es una sinagoga ortodoxa histórica de estilo gótico Carpenter situada en Edenbridge en el municipio rural de Willow Creek, cerca de Melfort, Saskatchewan, Canadá. La Colonia hebrea Edenbridge fue fundada en 1906 por inmigrantes judíos que llegaron de Lituania a través de Sudáfrica. Terminada en 1906, la sinagoga de exterior de madera, tejado empinado a dos aguas y ventanas con terminación ojival, son típicas de los edificios de estilo gótico Carpenter construidos por otros grupos religiosos en Saskatchewan y el resto de las zonas rurales de América del Norte hacia finales del siglo XIX y principios de siglo XX. El elegante interior, sin embargo, refleja las raíces de Europa del Este de la congregación ortodoxa. Hoy en día, Beth Israel es la "sinagoga más antigua que sobrevive en Saskatchewan".
La Sinagoga Beth Israel, incluyendo su cementerio adyacente, es un sitio de patrimonio municipal designado así por el municipio rural de Willow Creek el 10 de septiembre de 2003.